# Одвісьле
Одвісьле (пол. Odwiśle) — село в Польщі, у гміні Іґоломія-Вавженьчиці Краківського повіту Малопольського воєводства.
Населення — 440 осіб (2011).
У 1975-1998 роках село належало до Краківського воєводства.

## Демографія
Демографічна структура станом на 31 березня 2011 року:
|          | Загалом | Допрацездатний вік | Працездатний вік | Постпрацездатний вік |
| -------- | ------- | ------------------ | ---------------- | -------------------- |
| Чоловіки | 228     | 46                 | 162              | 20                   |
| Жінки    | 212     | 45                 | 129              | 38                   |
| Разом    | 440     | 91                 | 291              | 58                   |